# Tânia Ishii
Tânia Chie Ishii (São Paulo, 30 de outubro de 1968) é uma judoca brasileira, ganhadora de uma medalha de bronze nos Jogos Pan-Americanos de 1983, e uma medalha de prata no Campeonato Pan-Americano de judô de 1986.
Participou nos Jogos Olímpicos de Barcelona 1992, onde finalizou  na vigésima posição na categoria de –61 kg.
É filha de Chiaki Ishii e irmã de Vânia Ishii, também judoca.

## Prêmios internacionais
| Jogos Panamericanos     | Jogos Panamericanos              | Jogos Panamericanos | Jogos Panamericanos |
| Ano                     | Lugar                            | Medalha             | Categoria           |
| ----------------------- | -------------------------------- | ------------------- | ------------------- |
| 1983                    | Caracas ( Venezuela) Venezuela   | 3link=\|20x20px     | –56 kg              |
| Campeonato Panamericano |                                  |                     |                     |
| Ano                     | Lugar                            | Medalha             | Categoria           |
| 1986                    | Salinas ( Porto Rico) Porto Rico | 2link=\|20x20px     | –61 kg              |

## Vida pessoal
Tânia se casou com o também judoca Michael Swain, com quem teve como filhos Sofia e Massato.